# Teofan Grk
Teofan Grk (nekada navođen kao "Feofan Grk" od rus. Феофан Грек, grč. Θεοφάνης; oko 1340 - oko 1410) bio je vizantski grčki umetnik i jedan od najvećih ikonografa, odnosno slikara ikona u moskovskoj Rusiji, poznat i kao učitelj i mentor velikog Andreja Rubljova.

## Život
Teofan je rođen u Carigradu, glavnom gradu Vizantije. Posle studija umetnosti i filozofije na Carigradskom Univerzitetu, preselio se u Novgorod 1370. godine i tamo živeo do 1378. Za vreme života u Novgorodu posvetio se oslikavanju crkve Preobraženja. Naslikao je Hrista Pantokratora u kupoli. Osim toga, naslikao je i proroka Iliju i Jovana Krstitelja. U Moskvu se preselio 1395. Njegov stil se smatra neprevaziđenim u izrazu postignutom skoro monohromatskim slikarstvom. Neki od njegovih savremenika smatrali su ga za “slikara s metlom” u vezi sa smelim, širokim izvođenjem nekih od svojih najboljih fresaka (Makarije iz Egipta) koje su jedinstvene u velikoj vizantijskoj tradiciji. Teofan je opisan od strane Moskovljana kao “učeni filozof”, osvrćući se na njegovo široko obrazovanje i erudiciju. Balans matematičke harmonije u liniji i obliku praćen majstorskom upotrebom zemljane palete boja i dragocenih zlatnih listića izaziva duhovnost koja je izuzetno moćna i govori o genijalnosti ovog relativno nepoznatog slikara.

## U popularnoj kulturi
- U filmu Andrej Rublev (1966) Andreja Tarkovskog Teofana Grka igra Nikolaj Sergejev
- Po ovom umetniku nazvan je jedan krater na Merkuru[1]

## Galerija
- Makarije Veliki
- Danilo Stolpnik
- Avelj
- Trojstvo
- Donskaja ikona
- Uspenje Marijino (Uspenje Bogorodici)
- Marija, Blagoveščenski sabor u Moskovskom Kremlju
- Jovan Krstitelj zajedno sa Bogorodicom

## Spoljašnje veze
- The school of Theophanos the Greek